# Луций Манлий Вулзон (претор)
Вижте пояснителната страница за други личности с името Луций Манлий Вулзон.
Луций Манлий Вулзон (на латински: Lucius Manlius Vulso) e политик на Римската република през 2 век пр.н.е.
Той е патриций от клон Вулзон на фамилията Манлии. Баща му умира млад. Брат е на Гней Манлий Вулзон (консул 189 пр.н.е.) и Авъл Манлий Вулзон (консул 178 пр.н.е.). Внук е на Луций Манлий Вулзон Лонг (консул 256 и 250 пр.н.е.).
През 197 пр.н.е. Луций Манлий Вулзон е претор. Тази година брат му Гней е едил. Луций получава провинция Сицилия. Там завежда колонисти от сицилиански градове в град Агригент също в Сицилия.
През 189 пр.н.е. брат му Гней става консул и води грабежен поход в Мала Азия. Луций е при него легат. Той командва една от трите римски дивизии, когато брат му напада галатското келтско племе толистоаги на планината Олимп. Битката и походът завършват с успех за римляните. През 188 пр.н.е., когато брат му е проконсул в Перге, той получава от него задачата да събере още неплатените контрибуции от град Ороанда. Луций получава за тази цел 4000 войници. След завръщането му от Ороанда брат му го изпраща заедно с консула Квинт Минуций Терм, който е в 10-членната комисия на Сената, при Антиох III, който трябва да даде клетва за сключения вече мирен договор между Рим и Селевкидското царство.